# Open Knowledge Foundation
La Fundació Coneixement Obert (Open Knowledge Foundation en anglès o OKF) és una organització sense ànim de lucre creada el 24 de maig de 2004 a Cambridge (Regne Unit). Dona suport a la difusió del coneixement obert en el sentit més ampli de la idea, incloent conceptes com el contingut obert i les dades obertes. Des d'octube de 2021 la seva directora executiva és Renata Ávila.
El coneixement obert és qualsevol contingut, informació o dada que pugui ser lliurement utilitzat, reutilitzat i redistribuït, sense restriccions legals, tecnològiques o socials. El coneixement obert és allò en què es converteixen les dades obertes quan són útils, usables i utilitzades. La fundació lidera diversos projectes, com CKAN, un registre del software que utilitzen diversos governs per les seves dades obertes i el projecte on van els meus diners?, una eina de visualització de dades que mostra la despesa dels diners públics del govern del Regne Unit. També dona suport al desenvolupament de la Llicència Oberta de Bases de Dades i a la definició de Coneixement Obert
L'entitat s'organitza en diferents unitats: L'equip directiu format per Rufus Pollock, Laura James i Jonathan Gray i les unitats, integrades per especialistes, de Xarxa, Coneixement, Projectes a llarg termini, Serveis i Operacions. A banda de les unitats generals, la fundació compta amb grups locals repartits a diferents països del món. N'és també membre l'activista austríac Michael Bauer.
La secció espanyola de la OKF es va fundar l'any 2012 i fa activitats a diferents ciutats espanyoles. La comunitat porta a terme diferents activitats com per exemple esdeveniments sobre periodisme de dades, conferències i exhibicions. Del capítol espanyol en formen part els següents periodistes: Alberto Abella (president), Mar Cabra (vicepresidenta), Mayo Fuster (vocal i creadora del portal web Online Creation Communities), Guzman Garmendia (vocal), Marc Garriga (vocal), Alberto Ortiz de Zárate (vocal i pioner en l'obertura de dades públiques i en les polítiques de Govern obert), Javier Creus (secretari i creador de la web 'Ideas for Change', Helen Darbishire (relacions externes i especialista en el dret del públic a accedir a la informació) i Enric Senabre (tresorer).

## Objectius
Els objectius de la Fundació Coneixement Obert són els següents:
- Promocionar la idea de coneixement obert així com explicar en què consisteix i per què és una bona idea.
- Promocionar esdeveniments sobre el coneixement obert, com OKCon.
- Treballar en projectes al voltant del coneixement obert, com Obrir l'Economia o Obrir Shakespeare.
- Proporcionar els recursos i les infraestructures perquè els projectes en qüestió es puguin dur a terme.
- Actuar a nivell europeu, internacional i del Regne Unit per debatre sobre temes al voltant del coneixement obert.